# 泰勒縣 (愛荷華州)
泰勒縣（英語：Taylor County）是位於美国艾奥瓦州南部的一個縣，南鄰密蘇里州，面積1,385平方公里。根據2020年美國人口普查，共有人口5,896人。縣治貝德福德（Bedford）。該縣成立於1851年2月，縣名紀念第十二任美国总统扎卡里·泰勒。